# De Vijfde Dag
De Vijfde Dag was een journalistiek televisieprogramma dat van 2011 tot en met 2013 werd uitgezonden door de Nederlandse publieke omroep EO. Het programma werd gepresenteerd door Tijs van den Brink, tot eind 2012 afgewisseld door Andries Knevel.
Met het actualiteitenprogramma sprong de EO in op het na één seizoen gestopte Uitgesproken dat in samenwerking met de VARA en WNL werd uitgezonden. De titel De Vijfde Dag verwees naar de aanvankelijke uitzenddag.
Het programma werd in 2011 en 2012 op elke donderdagavond en in 2013 op woensdagavond uitgezonden.